# Royalteen - L'erede
Royalteen - L'erede (Royalteen) è un film del 2022 diretto da Per-Olav Sørensen e Emilie Beck.
Il film è tratto dal romanzo The Heir dell'acclamata saga young adult e scritta da Randi Fuglehaug e Anne Gunn Halvorsen. Ha avuto un sequel, Royalteen: La principessa Margrethe.

## Trama
Lena è un'adolescente che cerca in tutti i modi di nascondere il suo passato fatto di scandali e con un grande segreto e nel mentre inizia una relazione improbabile con il principe ereditario.

## Distribuzione
Il film è stato distribuito sulla piattaforma Netflix dal 17 agosto 2022.